# T-Pistonz+KMC
T-Pistonz (ティーピストンズ Tīpisutonzu?) conocido anteriormente como T-Pistonz+KMC (ティーピストンズプラスケムシ Ti Pīsutonzu purasu Kemushi?) Es un grupo musical de J-pop y Anison de 4 miembros, formado en Japón en el año 2008, producido por la agencia UP-FRONT PROMOTION Co., Ltd. El grupo pertenece al sello discográfico Tight Pro Zone. El club de fans oficial del grupo se llama 17 Song Club (イナソンクラブ, Inason Club).

## Historia
El grupo se formó originalmente en 2004 bajo el nombre Tonkotsu Pistonz (豚骨ピストンズ), como una banda de punk rock de cuatro integrantes. En 2008, evolucionaron a T-Pistonz, al integrarse con bailarines y adoptar un estilo de performance más amplio. En 2009, con la incorporación del rapero KMC, cambiaron su nombre a T-Pistonz+KMC, etapa en la que alcanzaron gran popularidad al interpretar los temas de apertura de la franquicia Inazuma Eleven, tanto en sus videojuegos como en el anime. El primer sencillo bajo este nombre fue «Maji de Kansha!» lanzado en junio de 2009, que también representó su primer éxito comercial. Gracias a su éxito en la serie, el grupo fue invitado a participar en Animelo Summer Live, uno de los eventos más importantes de música anime en Japón, presentándose el 24 de agosto de 2013. Tras la salida de KMC, el grupo volvió a usar el nombre T-Pistonz, bajo el cual continúan sus actividades. La coreografía está a cargo de Lucky Ikeda, quien participa como miembro de la misma banda bajo el nombre de In Chikīta.
El quinto sencillo, «Katte Nakō Ze!» para el anime Inazuma Eleven, lanzado en marzo de 2010, alcanzó el puesto número 4 en la lista semanal de Oricon.
La banda fue formada con el propósito específico de interpretar las canciones principales del videojuego de Nintendo DS Inazuma Eleven y de la franquicia del mismo nombre. Por ello, todos los sencillos que han publicado hasta la fecha han sido utilizados como temas principales de Inazuma Eleven. Aunque la emisión del anime Inazuma Eleven terminó en abril de 2011, desde el 4 de mayo del mismo año continuaron interpretando las canciones de apertura para la serie sucesora, Inazuma Eleven GO y del videojuego del mismo nombre.
El 16 de septiembre de 2014, el grupo anunció la suspensión de sus actividades en el 30 de noviembre de 2014. Esto marcó el final de diez años de actividad, calculados desde su predecesor, THE SEXY PISTONZ y Tonkotsu Pistonz, que se formó en 2004. De igual manera, el club de fans del grupo detuvo sus actividades el 31 de diciembre de 2014.
El miembro Ton Nīno se asoció con Kōta Okamoto para formar el grupo Pugcat's en abril de 2018, con el inicio de las series alternativas Inazuma Eleven: Ares no Tenbin y Inazuma Eleven: Orion no Kokuin.
En 2021, reanudaron actividades bajo el nombre The Power of Pistonz. Posteriormente, debido a la pausa de actividades del guitarrista Eiji Rokusantei cambiaron de nombre a Tonkotsu Pistonz. Ese mismo año, el 19 de diciembre, realizaron un concierto en vivo transmitido en línea bajo el nombre de T-Pistonz+Pugcat's.
En 2023, el nuevo integrante Kōta Okamoto, quien había trabajado junto a Ton Nīno en Pugcat's, se unió a T-Pistonz bajo el nombre de Kōta, marcando así el reinicio de actividades del grupo. En el videojuego programado para lanzarse en 2025, Inazuma Eleven: Heroes' Victory Road, presentaron por primera vez desde 2008 un tema principal bajo el nombre de T-Pistonz, titulado «Egao ga Goal!». Ese mismo noviembre, el bailarín Ā Datchin se unió al grupo, y desde entonces han estado realizando actividades en vivo de forma regular, así como lanzando nuevas canciones.

## Integrantes
- Ton Nīno (トン・ニーノ) (山崎 徹, Tōru Yamazaki) (nacido el 2 de marzo de 1979) – Vocalista principal. Hermano de Hiroshi Dotro.
- In Chikīta (イン・チキータ) (池田 新一, Shinichi Ikeda) (nacido el 25 de octubre de 1959) – Bailarín.
- Kōta (コータ) (岡本幸太, Kōta Okamoto) (nacido el 4 de diciembre de 1987) – Vocalista secundario. Se unió al grupo el 18 de septiembre de 2023.
- Ā Datchin (アー・ダッチン) – Bailarín. Se unió al grupo el 19 de noviembre de 2023.

Antiguos Integrantes
- KMC (ケムシ) (天本義人, Yoshito Amamoto) (nacido el 11 de junio de 1981) – Rapero.
- Hiroshi Dotto (ヒロシ・ドット) (山崎 弘, Hiroshi Yamazaki) (nacido el 17 de mayo de 1981) – Vocalista secundario. Hermano menor de Ton Nīno.
- Ebirīna (エビリーナ) (nacida el 16 de marzo de 1988) – Bailarina. Se retiró del grupo el 7 de septiembre de 2011.
- Shū Maimai (周舞々) (小林 麻衣, Kobayashi Mai) (nacida el 30 de octubre de 1983) – Bailarina. Se retiró del grupo el 7 de septiembre de 2011.
- Brother A. King (Burazā Ei Kingu, ブラザー・エイ・キング) (nacido el 18 de enero de 1982) – Guitarrista. Se retiró del grupo el 7 de septiembre de 2011.
- Brother Hide King (Burazā Hide Kingu, ブラザー・ヒデ・キング) (nacido el 16 de enero, año no especificado) – Guitarrista. Se retiró del grupo el 14 de julio de 2010.
- Don Ringo – Baterista.

### Participación especial
- Katrīna (Katōno Saori, 上遠野紗織) – Participó como bailarina suplente de Shū Maimai durante el evento de lanzamiento de la canción Maji de Kansha! en junio de 2009.

## Significado de "Riyo"
Riyo (リーヨ) es una palabra inventada basada en el dialecto de Hakata (de la prefectura de Fukuoka, en Kyūshū), concretamente en la expresión Ganbarīyo (頑張りーよ), cuya forma en japonés estándar sería algo como Ganbarō yo (頑張ろうよ) es decir, “¡vamos a esforzarnos!” o “¡haz tu mejor esfuerzo!” o "¡ánimo!". Se trata de una palabra poderosa y valiente que reúne todo el significado de frases como “no estás solo, todos estamos contigo” o “luchemos juntos”. Resume de forma positiva el espíritu de ánimo y apoyo del grupo. Se utiliza con frecuencia en títulos de canciones, letras, gritos dentro de los temas, blogs, programas de radio y eventos en los que participan los miembros.

## Discografía

### Sencillos
リーヨ〜青春のイナズマイレブン〜 (Riyo! ~Seishun no Inazuma Eleven~)
- Fecha de lanzamiento: 27 de agosto de 2008
- Posición Ranking Oricon Semanal: No rankeó[8]
- Opening del videojuego de Nintendo DS "Inazuma Eleven"

立ち上がリーヨ (Tachiagariyo)
- Fecha de lanzamiento: 26 de noviembre de 2008
- Posición Ranking Oricon Semanal: #171[9]
- Opening 1 del anime "Inazuma Eleven".

マジで感謝! (Maji de Kansha!)
- Fecha de lanzamiento: 10 de junio de 2009
- Posición Ranking Oricon Semanal: #22[10]
- Opening 2 del anime "Inazuma Eleven". Opening del videojuego de Nintendo DS "Inazuma Eleven 2 Kyōi no shinryakusha" edición Fire.

つながリーヨ (Tsunagariyo)
- Fecha de lanzamiento: 4 de noviembre de 2009
- Posición Ranking Oricon Semanal: #11[11]
- Opening 3 del anime "Inazuma Eleven". Opening del videojuego de Nintendo DS "Inazuma Eleven 2 Kyōi no shinryakusha" edición Blizzard.

 勝って泣こうゼッ! (Katte Nakou ze!)
- Fecha de lanzamiento: 10 de marzo de 2010
- Posición Ranking Oricon Semanal: #4[12]
- Opening 4 del anime "Inazuma Eleven".

ウルトラ 勝って泣こうゼッ！ (Ultra Katte Nakou ze!)
- Fecha de lanzamiento: 26 de mayo de 2010
- Posición Ranking Oricon Semanal: #167[13]
- Remix del tema "Katte nakou ze!" interpretado junto a la hinchada de la Selección de fútbol de Japón (Los "ULTRAS"). Lanzamiento con motivo de la participación de Japón en la Copa Mundial de Fútbol Sudáfrica 2010.

GOODキター! / 元気になリーヨ! (GOOD Kita! / Genki ni Nariyo!)
- Fecha de lanzamiento: 14 de julio de 2010
- Posición Ranking Oricon Semanal: #13[14]
- Opening 5 del anime "Inazuma Eleven" e Insert Song de la película "Inazuma Eleven: Saikyō Gundan Ōga Shūrai", respectivamente. Opening del videojuego de Nintendo DS "Inazuma Eleven 3 Sekai e no chōsen" edición Spark y Bomber, respectivamente.

僕らのゴォール! (Bokura no GOAL!)
- Fecha de lanzamiento: 23 de febrero de 2011
- Posición Ranking Oricon Semanal: #20[15]
- Opening 6 del anime de "Inazuma Eleven".

天までとどけっ! / みんなあつまリーヨ! (Ten Made Todoke! / Minna Atsumariyo!)
- Fecha de lanzamiento: 6 de julio de 2011
- Posición Ranking Oricon Semanal: #30[16]
- Opening 1 del anime "Inazuma Eleven GO" y Opening del videojuego de Nintendo Wii "Inazuma Eleven Strikers", respectivamente.

成せばなるのさ 七色卵 (Naseba Narunosa Nanairo Tamago)
- Fecha de lanzamiento: 26 de octubre de 2011
- Posición Ranking Oricon Semanal: #42[17]
- Opening 2 del anime "Inazuma Eleven GO".

おはよう!シャイニング・デイ / 打ち砕ーくっ! (Ohayou! Shining Day / Uchiku Dark!)
- Fecha de lanzamiento: 15 de febrero de 2012
- Posición Ranking Oricon Semanal: #20[18]
- Opening del videojuego de Nintendo 3DS "Inazuma Eleven GO" edición Shine y Dark, respectivamente. Opening 3 y 4 del anime "Inazuma Eleven GO", respectivamente. La edición Shine del sencillo incluye el tema "Niji wo Koete Ten Made Todoke!", mientras que la edición Dark incluye "Bokura no Rakuen", temas que fueron utilizados como Opening y Ending respectivamente de la película "Inazuma Eleven GO: Kyuukyoku no Kizuna Gryphon".

情熱で胸アツ! (Jounetsu de Mune ATSU!)
- Fecha de lanzamiento: 20 de junio de 2012
- Posición Ranking Oricon Semanal: #18[19]
- Opening 1 del anime "Inazuma Eleven GO Chrono Stone".

感動共有! (Kandou Kyouyuu!)
- Fecha de lanzamiento: 4 de julio de 2012
- Posición Ranking Oricon Semanal: #28[20]
- Opening 2 del anime "Inazuma Eleven GO Chrono Stone".

ココロ転がせっ！(Kokoro Korogase!)
- Fecha de lanzamiento: 18 de julio de 2012
- Posición Ranking Oricon Semanal: No rankeó[21]
- Tema lanzado con motivo de la celebración del 35º aniversario de la revista CoroCoro Comic, en la cual se publica el manga de Inazuma Eleven.

初心をKEEP ON! (Shoshin wo KEEP ON!)
- Fecha de lanzamiento: 31 de octubre de 2012
- Posición Ranking Oricon Semanal: #48[22]
- Opening 3 del anime "Inazuma Eleven GO Chrono Stone".

ライメイ!ブルートレイン/ネップウ!ファイアーバード2号 (Raimei! Blue Train / Neppu! Firebird 2 Gou)
- Fecha de lanzamiento: 13 de febrero de 2013
- Posición Ranking Oricon Semanal: #32[23]
- Opening del videojuego de Nintendo 3DS "Inazuma Eleven GO 2 Chrono Stone" edición Raimei y Neppu, respectivamente. "Raimei! Blue Train" es además el Opening 4 del anime "Inazuma Eleven GO Chrono Stone". La edición limitada del sencillo incluye el tema "Tenohira no Nukumori", utilizado como Opening de la película "Inazuma Eleven GO vs Danball senki W" e interpretado junto al grupo Little Blue boX.

ガチで勝とうゼッ！ (Gachi de Kattouze!)
- Fecha de lanzamiento: 19 de junio de 2013
- Posición Ranking Oricon Semanal:  #54[24]
- Opening 1 del anime "Inazuma Eleven GO Galaxy"

地球を回せっ！ (Chikyuu wo Mawase!)
- Fecha de lanzamiento: 30 de octubre de 2013
- Posición Ranking Oricon Semanal: #72[25]
- Opening 2 del anime "Inazuma Eleven GO Galaxy"

スパノバ!/BIGBANG! (Supernova! / BIGBANG!)
- Fecha de lanzamiento: 26 de febrero de 2014
- Posición Ranking Oricon Semanal: #75[26]
- Opening del videojuego de Nintendo 3DS "Inazuma Eleven GO Galaxy" edición Supernova y Big Bang, respectivamente. "Supernova!" es además el Opening 3 del anime "Inazuma Eleven GO Galaxy".

王者の魂 (Ouja no Tamashii)
- Fecha de lanzamiento: 28 de mayo de 2014
- Posición Ranking Oricon Semanal: #104[27]
- Opening del videojuego para PC "Inazuma Eleven Online".

### Álbumes
がんばリーヨ! (Ganbariyo!)
- Fecha de lanzamiento: 22 de diciembre de 2010
- Posición Ranking Oricon Semanal: #45[28]
- Primer álbum de estudio. Incluye los sencillos "Maji de kansha!", "Tsunagariyo", "Katte Nakou ze!" y "GOOD Kita!", además de 8 temas nuevos. 2 de estos temas fueron "SUPER Tachiagariyo" y "Saikyou de Saikou", los cuales fueron utilizados como Opening y Ending respectivamente de la película "Inazuma Eleven: Saikyō Gundan Ōga Shūrai". El tema "Kiai de Hurricane" fue utilizado posteriormente como Opening del videojuego de Nintendo DS "Inazuma Eleven 3 Sekai e no chōsen" edición The Ogre.

ゴリラビートはラッキィ7 (Gorilla Beat wa Lucky 7)
- Fecha de lanzamiento: 30 de noviembre de 2011
- Posición Ranking Oricon Semanal: #218[29]
- Segundo álbum de estudio. Incluye los sencillos "Bokura no GOAL!", "Ten Made Todoke!" y "Naseba Narunosa Nanairo Tamago", además del tema "Gattendassho!" (B-side incluido en el sencillo "Naseba Narunosa Nanairo Tamago") y otros 6 temas nuevos.

T-Pistonz+KMC ストーリーヨ! 〜はじめてのべすと〜 (T-Pistonz+KMC Storiyo! - Hajimete no Best -)
- Fecha de lanzamiento: 22 de febrero de 2012
- Posición Ranking Oricon Semanal: #62[30]
- Primer álbum recopilatorio de grandes éxitos que incluye 14 temas utilizados en los videojuegos y anime de "Inazuma Eleven" e "Inazuma Eleven GO", desde "Riyo! ~Seishun no Inazuma Eleven~" hasta "Naseba Narunosa Nanairo Tamago". Se incluye además el tema "Sekaijuu no Minna Atsumariyo!" (Opening del videojuego de Nintendo Wii "Inazuma Eleven Strikers 2012 Xtreme"), inédito hasta entonces en cualquier álbum y/o sencillo de la banda.

発覚!?ティリティリ７ (Hakkaku!? Tiri Tiri 7)
- Fecha de lanzamiento: 26 de septiembre de 2012
- Posición Ranking Oricon Semanal: #251[31]
- Tercer álbum de estudio. Incluye los sencillos "Ohayou! Shining Day" y "Uchiku Dark!", los temas "Niji wo Koete Ten Made Todoke!" y "Bokura no Rakuen", además de 7 canciones nuevas.

オドランカランドのメリーゴーランド (Odoranka Land no Merry-Go-Round )
- Fecha de lanzamiento: 27 de noviembre de 2013
- Posición Ranking Oricon Semanal: No rankeó[32]
- Cuarto álbum de estudio. Incluye los sencillos "Raimei! Blue Train", "Neppu! Firebird 2 Gou" y "Chikyuu wo Mawase!", los temas "Yokatta na" (Opening del videojuego de N3DS "Inazuma Eleven 1·2·3!! Endou Mamoru Densetsu"), "Shin Jidai Tsukuriyo!" (Opening del videojuego de Nintendo Wii "Inazuma Eleven GO Strikers 2013"), y 6 canciones nuevas.

TPK ベスト ゴォーーーッ! (TPK Best Gowoooo!)
- Fecha de lanzamiento: 19 de marzo de 2014
- Posición Ranking Oricon Semanal: #150[33]
- Segundo álbum recopilatorio de grandes éxitos que abarca todos los sencillos lanzados desde "Ohayou! Shining Day" y "Uchiku Dark!" hasta "Chikyuu wo Mawase!". Se incluye además un cover del tema "Bokutachi no Shiro" (Ending 3 del anime "Inazuma Eleven GO Chrono Stone") interpretado originalmente por los "Inazuma Eleven GO All-Stars". La edición limitada del álbum contiene un DVD con parte de la presentación realizada el 22 de septiembre de 2013 titulada "T-Pistonz+KMC ワンマンライブ ～秋祭りだよ、全員集合!!～" (T-Pistonz+KMC One Man Live ~Aki Matsuri Dayou Zenin Shuugou!!~).

### Colaboraciones
イナズマオールスターズ×TPKキャラクターソングアルバム「マジで感謝!」 (Inazuma All Stars x TPK Character Song Album 「Maji de Kansha!」)
- Fecha de lanzamiento: 28 de noviembre de 2012
- Posición Ranking Oricon Semanal: #40[34]
- Álbum con temas interpretados por los personajes del anime Inazuma Eleven GO, contando en esta ocasión con la colaboración de los integrantes de TPK en la composición y letras de todas las canciones exceptuando el track 12.

劇場版「イナズマイレブンGO vs ダンボール戦機W」オリジナルサウンドトラック (Gekijouban Inazuma Eleven GO vs Danball Senki W Original Soundtrack)
- Fecha de lanzamiento: 28 de noviembre de 2012
- Posición Ranking Oricon Semanal: Desconocida
- Banda sonora de la película Inazuma Eleven GO vs Danball Senki W. El Opening y el Ending de la misma corresponden a temas interpretados por T-Pistonz+KMC en conjunto con la banda Little Blue boX (intérpretes de todos los Openings de videojuegos y anime de Danball Senki hasta la fecha). El Ending ("Tenohira no Nukumori") fue compuesto por TPK, mientras que el Opening ("Issho ni Arukou") fue compuesto por Little Blue boX y viene incluido también en el sexto sencillo de dicha agrupación.

イナズマオールスターズ×TPKキャラクターソングアルバム「感動共有!」 (Inazuma All Stars x TPK Character Song Album 「Kandou Kyouyuu!」)
- Fecha de lanzamiento: 14 de agosto de 2013
- Posición Ranking Oricon Semanal: #59[35]
- Álbum con temas interpretados por los personajes del anime Inazuma Eleven GO Chrono Stone, contando nuevamente con la colaboración de los integrantes de TPK en la composición y letras de todas las canciones.

### DVD
T-Pistonz+KMC Live TPKing Vol. 1
- Fecha de lanzamiento: 26 de septiembre de 2012
- Posición Ranking Oricon Semanal DVD: No rankeó[36]
- Presentación en vivo realizada el 4 de abril del año 2012, en el Mt. RAINER HALL SHIBUYA PLEASURE PLEASURE. Incluye un total de 16 temas y a Sayaka Kitahara como invitada especial.

## Giras
- Inazuma Eleven Raimon-chū Bunkasai (イナズマイレブン 雷門中文化祭) (21 de agosto de 2010 - 23 de enero de 2011)
- T-Pistonz+KMC Christmas Live ~ Christmas dayo Nanairo Tamago~ (T-Pistonz+KMC Christmas Live〜クリスマスだよ七色卵〜) (25 de diciembre de 2011, Shibuya TAKE OFF 7, Tokio, Japón)
- TPKing Vol.1 (Mt.Rainier Hall Shibuya Pleasure, Tokio, Japón) (8 de abril de 2012)
- TPKing Vol.2 (duo MUSIC EXCHANGE, Tokio, Japón) (25 de agosto de 2012)
- TPKing Vol.2.5 (23 y 24 de noviembre de 2012)
- TPKing Vol.3 ~Ichinen buri no Christmas~ (TPKing Vol.3〜1年ぶりのクリスマス〜) (24 de diciembre de 2012, Yokohama BLITZ, Kanagawa, Japón)
- T-Pistonz+KMC LIVE Thank You Dance Party~ kansha Day~ (T-Pistonz+KMC LIVE サンキューダンスパーティー〜感謝デイ〜) (9 de marzo de 2013, Yokohama BLITZ)
- T-Pistonz+KMC Solo Live ~Akimatsurida yo, zen'in shūgō!!~(T-Pistonz+KMC ワンマンライブ 〜秋祭りだよ、全員集合！！〜) (22 de septiembre de 2013, Takeshiba New Pier Hall)